# Zbyszyce
Zbyszyce – wieś (dawniej miasto) w Polsce położona w województwie małopolskim, w powiecie nowosądeckim, w gminie Gródek nad Dunajcem, 10 km na północ od Nowego Sącza. Leży na krańcu obszernego półwyspu, na wschodnim brzegu Jeziora Rożnowskiego i jest pozostałością dawnego miasteczka zalanego przez wody jeziora w 1941.
Zbyszyce uzyskały lokację miejską w 1785 roku, zdegradowane w 1896 roku.
W latach 1954–1961 wieś należała i była siedzibą gromady Zbyszyce, po jej likwidacji w gromadzie Kobyle-Gródek. W latach 1975–1998 miejscowość administracyjnie należała do województwa nowosądeckiego. Przed powodzią w lipcu 1813 roku Zbyszyce posiadały prawa miejskie. Utrzymały je do 1919 roku. Znajdował się tam majątek wuja Józefa Szujskiego.

## Historia
Przed utworzeniem Jeziora Rożnowskiego Zbyszyce leżały na prawym brzegu Dunajca, w jego zakolu; Dunajec oblewał je od zachodu i północy.
Zbyszyce istniały już w XIII wieku. Parafia i kościół (pod wezwaniem św. Wojciecha) powstały w połowie XIII w. (1242), a pierwszy o niej zapis pochodzi z 1326 roku. Do zbyszyckiej parafii należały też Jelna, Kobyle i Lipie.

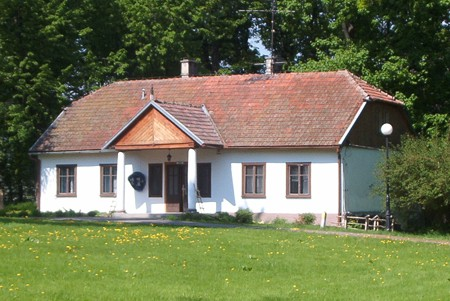
Dworek z przełomu XVIII i XIX w.

Wieś rozwijała się jako ogniwo szlaku handlowego z Krakowa na Węgry. Podobno w 1416 roku lokowano tutaj miasto na prawie magdeburskim. Nie jest to jednak pewne, gdyż zapis mógł dotyczyć miejscowości Byszyce koło Wieliczki.
W XVI w. działali tutaj polscy bracia polscy. Do 1813 roku było to miasteczko z rynkiem, ze zwartą zabudową z 200 domami, liczyło 2,5 tys. mieszkańców. Posiadało browar, gorzelnię, karczmę z zajazdem i posterunek żandarmerii. Odbywały się tu jarmarki wyznaczone na dzień św. Idziego.
Po katastrofalnej powodzi z lipca 1813 roku, kiedy woda zabrała 30 domów, Zbyszyce nie podniosły się z upadku, i choć z prawami miejskimi, de facto były wsią. W latach 90. XIX w. liczyły 52 domy i 366 mieszkańców. Po raz ostatni w dokumentach jako miasto wspomniane jest w 1919 roku.
W 1934 roku kolejna powódź zniszczyła Zbyszyce. Podjęto wówczas decyzję o budowie zbiornika wodnego w Rożnowie. Ostatecznie, po wypełnieniu zbiornika wodą, ze Zbyszyc ocalał tylko zabytkowy kościół św. Bartłomieja z XV w. i zespół dworski z przełomu XVIII i XIX w. Dzisiaj w miejscu rynku i głównej części Zbyszyc jest tafla jeziora. W 2000 roku w Zbyszycach nagrywano większość scen do filmu Boże skrawki.

## Zabytki
Obiekty wpisane do rejestru zabytków nieruchomych województwa małopolskiego.
- Kościół parafialny pw. św. Bartłomieja, otoczenie;
- dwór, park, oficyna.

## Osoby związane z miejscowością
- Jan Zygmunt Kosiaty – kapitan piechoty Wojska Polskiego, ofiara zbrodni katyńskiej.
- Mieczysław Stanisław Mozdyniewicz – pułkownik dyplomowany piechoty Wojska Polskiego.